# Paranthodon
La prima volta che questo animale fu descritto, si pensò che fosse un rettile primitivo simile alle tartarughe. Solo successivamente vennero a galla le sue affinità con quel gruppo di dinosauri noti come stegosauri, grandi erbivori quadrupedi provvisti di piastre sul dorso. Tutto quello che si conosce del parantodonte (Paranthodon africanus) è però una mascella con tanto di denti trovata in terreni del Cretaceo inferiore del Sudafrica: da questo resto si è potuti risalire alla ricostruzione dell'animale, che doveva essere simile al più antico Kentrosaurus, ritrovato in Tanzania. Forse Paranthodon era dotato di piccole placche ossee sul dorso e di lunghe spine a protezione dei fianchi e della coda. Paranthodon viveva in un ambiente che comprendeva altri dinosauri: il sauropode Algoasaurus, il piccolo teropode Nqwebasaurus e l'iguanodonte primitivo Kangnasaurus.